# Gabriela Duarte
Gabriela Duarte Franco Goldfuss (Campinas, 15 de abril de 1974) es una actriz brasileña.

## Vida privada
Hija de la actriz Regina Duarte y el empresario Marcos Flávio Cunha Franco. En 2002, se casó con el fotógrafo Jairo Goldfuss.
En 2006, su primera hija, Manuela. El 17 de diciembre de 2011, nació su segundo hijo, Frederico.

## Filmografía

### Televisión
| Año  | Título                | Personaje                                 |
| ---- | --------------------- | ----------------------------------------- |
| 1989 | Colônia Cecília       | Bianca Rivas                              |
| 1989 | Top Model             | Olívia Kundera                            |
| 1995 | Irmãos Coragem        | Rita de Cássia Maciel                     |
| 1997 | Por amor              | Maria Eduarda Vianna Greco de Barros Mota |
| 1999 | Chiquinha Gonzaga     | Francisca Edwiges Neves Gonzaga (joven)   |
| 2000 | Brava Gente           |                                           |
| 2002 | Brava Gente           | Gisela                                    |
| 2002 | Tierra Esperanza      | Justine                                   |
| 2003 | Kubanacan             | Veruska Verón                             |
| 2004 | Sob Nova Direção      |                                           |
| 2005 | América               | Simone                                    |
| 2007 | Siete pecados         | Míriam de Freitas                         |
| 2009 | Acampamento de Férias | Júlia                                     |
| 2010 | Passione              | Jéssica da Silva Rondelli                 |
| 2013 | Rastros de mentiras   | Luana Sousa Araújo                        |
| 2013 | Junto & Misturado     | Gabriela                                  |
| 2016 | A Lei do Amor         | Suzana (1ª fase)                          |
| 2018 | Orgulho e Paixão      | Julieta Bittencourt                       |